# Juliusburg
Juliusburg település Németországban, Schleswig-Holstein tartományban. Lakosainak száma 190 fő (2023. december 31.).

## Népesség
A település népességének változása:
| Lakosok száma | 99   | 180  | 166  | 184  | 189  | 190  |
|               | 1975 | 2017 | 2019 | 2021 | 2022 | 2023 |